# Nakvasovice
Nakvasovice (Duits: Nakwassowitz) is een Tsjechische plaats in de gemeente Čechtice, regio Midden-Bohemen, en maakt deel uit van het district Benešov. Het dorp ligt op 4 kilometer afstand van Čechtice.
Nakvasovice telt 50 inwoners (2021).

## Geschiedenis
De eerste schriftelijke vermelding van het dorp dateert van 1454.
In 1960 werd Nakvasovice, samen met Čechtice, ingedeeld bij het district Benešov.

## Verkeer en vervoer

### Autowegen
Er leidt een regionale weg naar het dorp.

### Spoorlijnen
Er is geen station in Nakvasovice. Het dichtstbijzijnde station is in Zdislavice, op zo'n tien kilometer afstand. Dat station ligt aan de spoorlijn van Benešov naar Vlašim.

### Buslijnen
Er is één bushalte in het dorp:
| Halte                 | Lijn(en) | Traject(en)          | Vervoerder(s) |
| --------------------- | -------- | -------------------- | ------------- |
| Čechtice, Nakvasovice | 849      | Čechtice - Načeradec | CŠAD Benešov  |

## Galerij

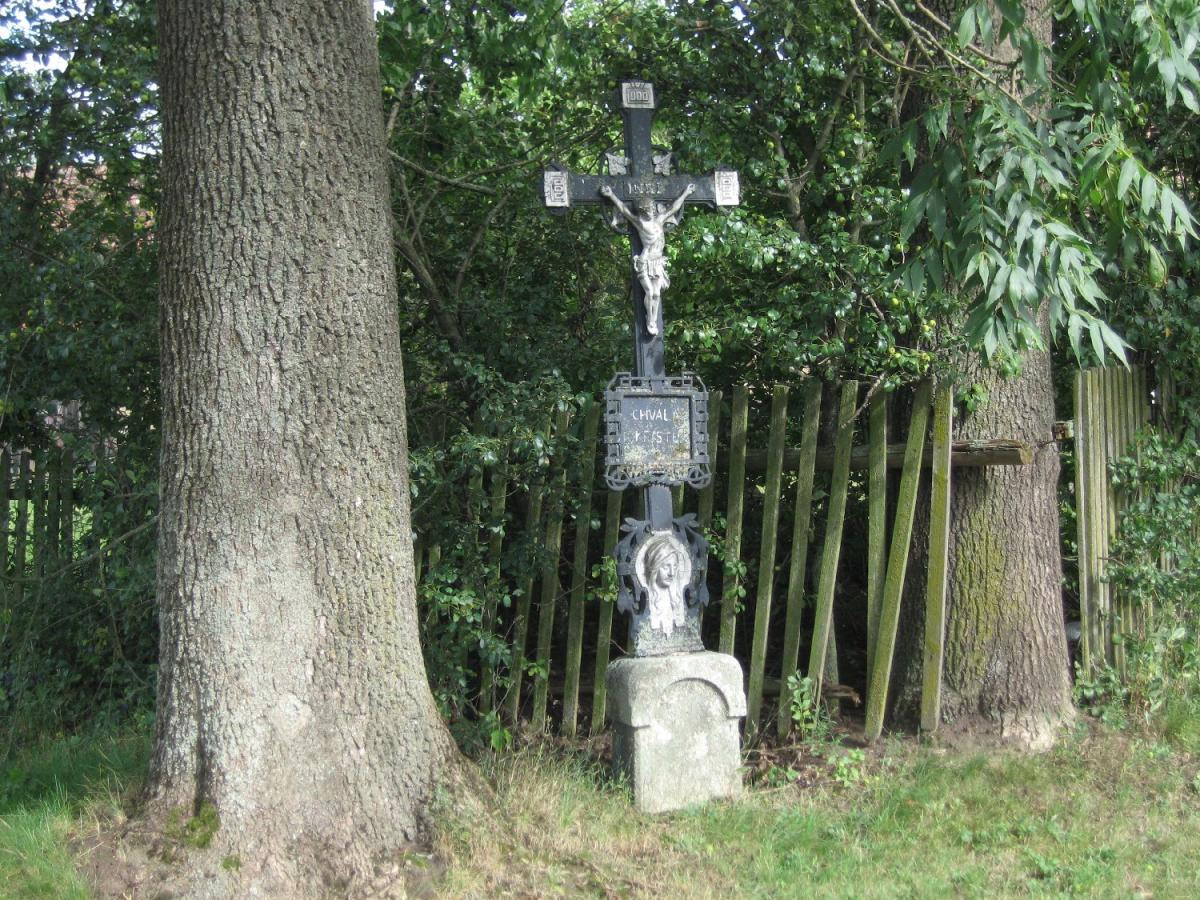
Wegkruis nabij het dorp (2021)
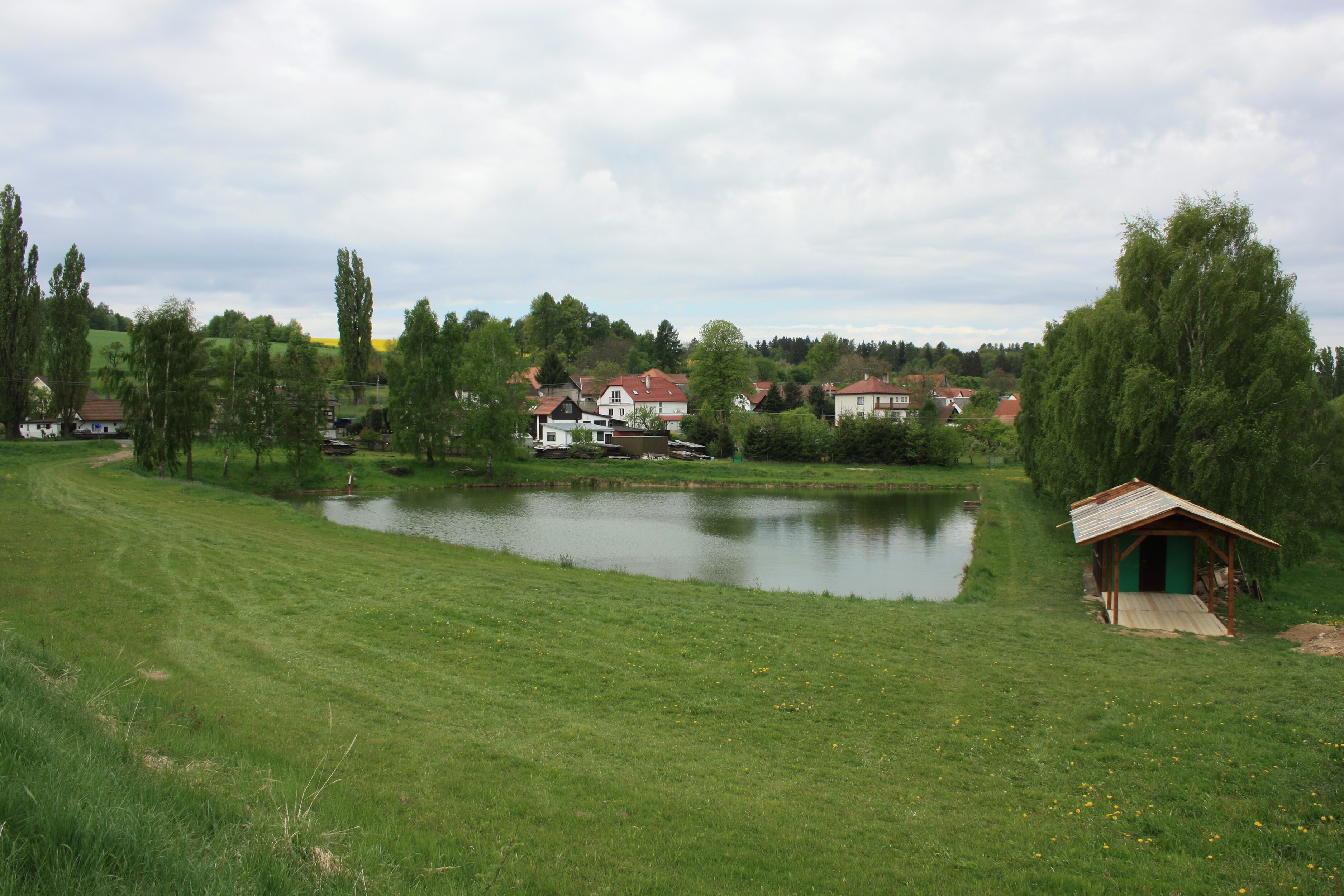
Dorpsvijver (2011)